# Parque de Los Novios (Santa Marta)
El parque de Los Novios o parque Santander es un espacio público situado en el centro histórico de Santa Marta, en el departamento colombiano de Magdalena. Alberga varios edificios de valor patrimonial y es uno de los centros gastronómicos y turísticos de la ciudad. 

## Historia
Se encuentra sobre un antigua zona anegable que paulatinamente se convirtió en plaza de mercado, en particular de carnes. Desempeñó esa función hasta que fue inaugurada como plaza de San Francisco. Desde entonces se conoció como placita Vieja del Mercado y quedó inscrito dentro de la retícula colonial de la ciudad.
En los años 1930 recibió el nombre de plaza Santander en honor al militar y político colombiano Francisco de Paula Santander, de quien alberga una estatua en su zona central. A su vez, este está vinculado con la ciudad porque en 1619 la gobernó Francisco Martínez de Ribamontán Santander, de quien el prócer desciende.
En 2008, su renovación incluyó la peatonalización de las carreras 2 y 3. Desde entonces, se ha convertido en uno de los principales motores de la rehabilitación cultural y comercial del centro histórico.

## Monumentos y alrededores
En su marco se encuentran los edificios del Palacio de Justicia y de la Antigua Escuela Cuarta. Ambos fueron construidos durante los tiempos de bonanza de principios del siglo XX.
Además de la estatua dedicada a Santander, el parque alberga un busto del político Manuel Murillo Toro, dos veces presidente de los Estados Unidos de Colombia durante la segunda mitad del siglo XIX. En su zona central hay un templete de estilo neoclásico y en las dos esquinas de su costado oriental, dos rotondas bordeadas por una balaustrada y tres escalinatas de acceso.

## Galería

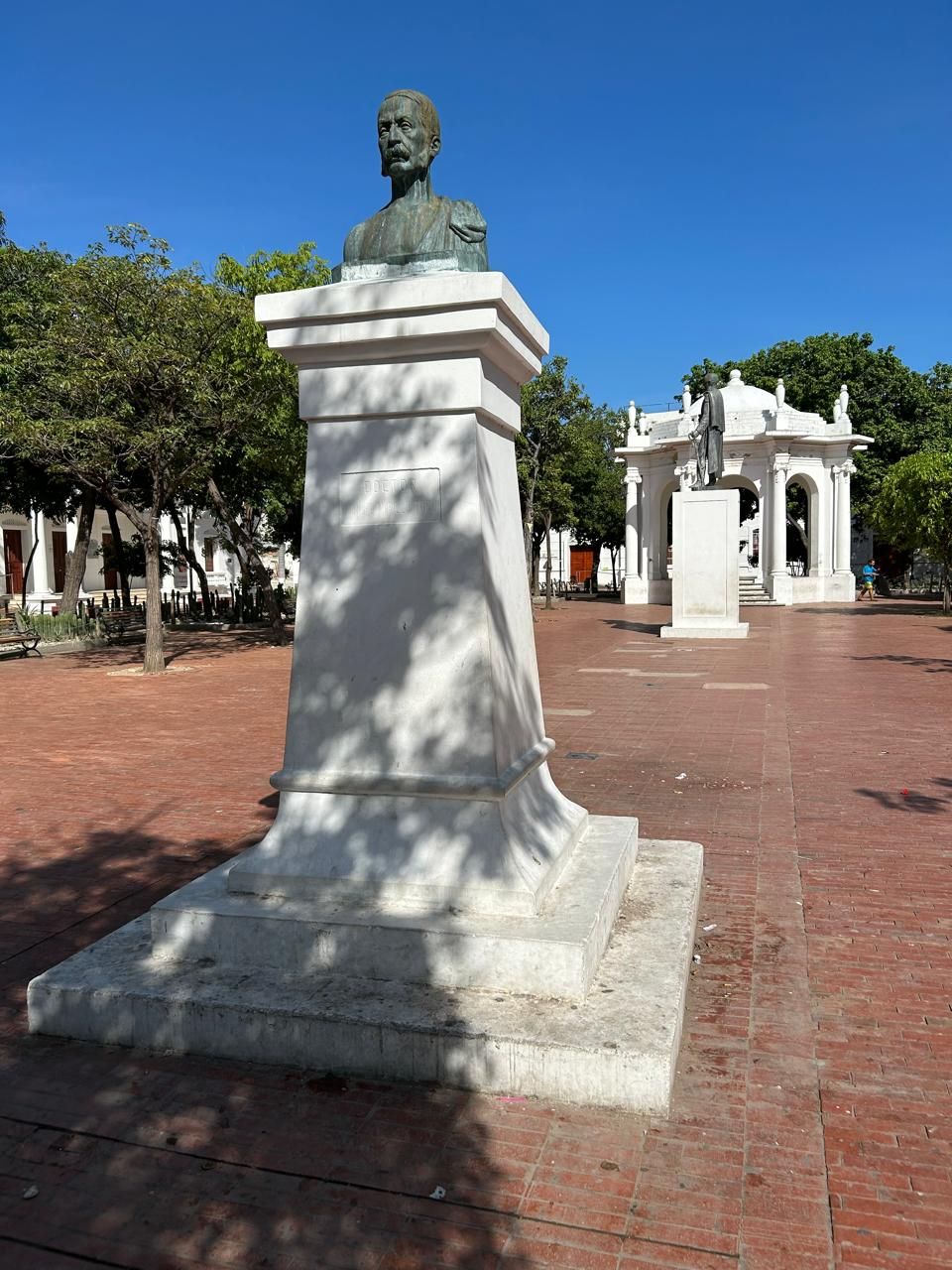
Busto Manuel Murillo Toro
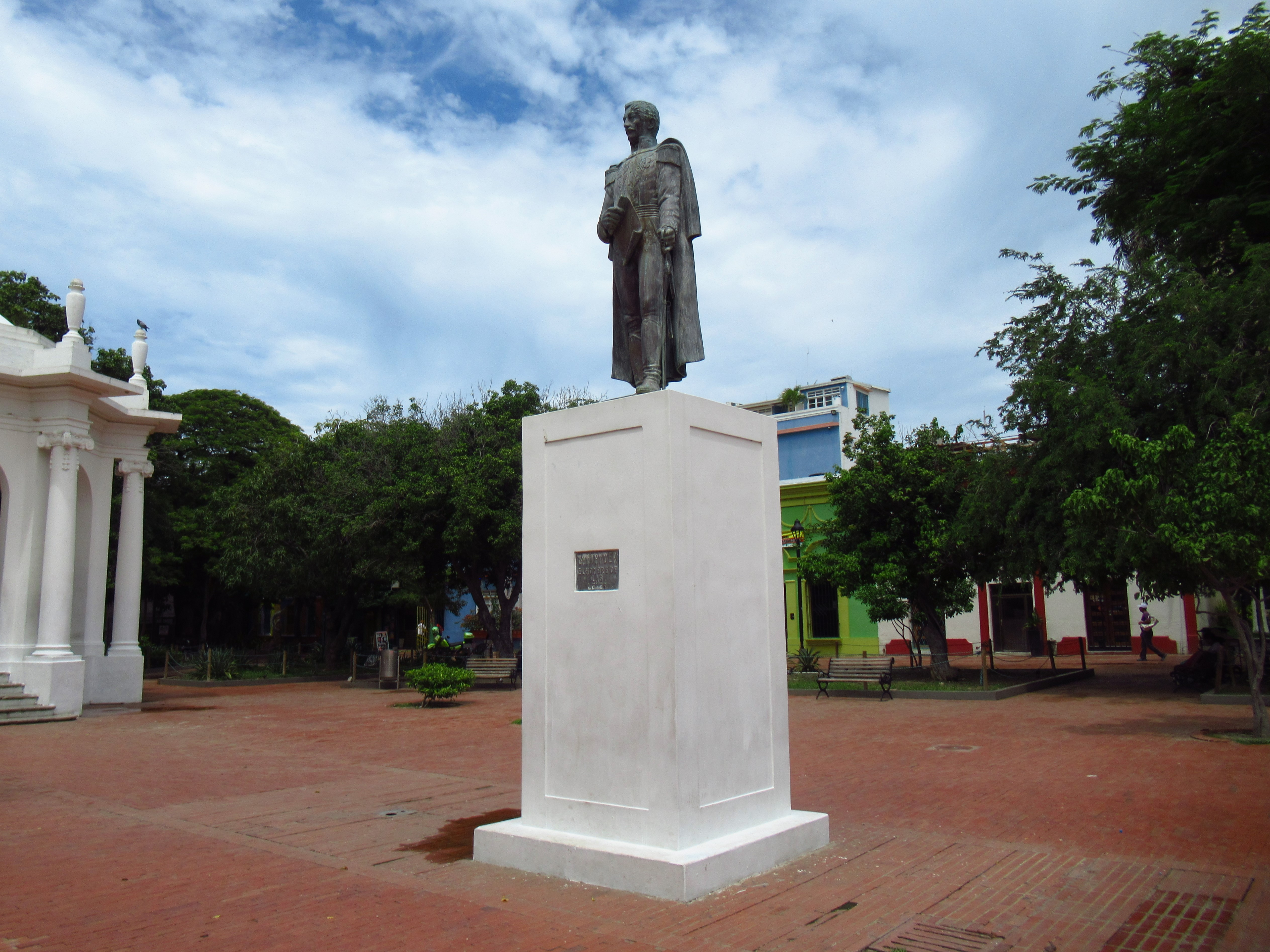
Estatua de Francisco de Paula Santander
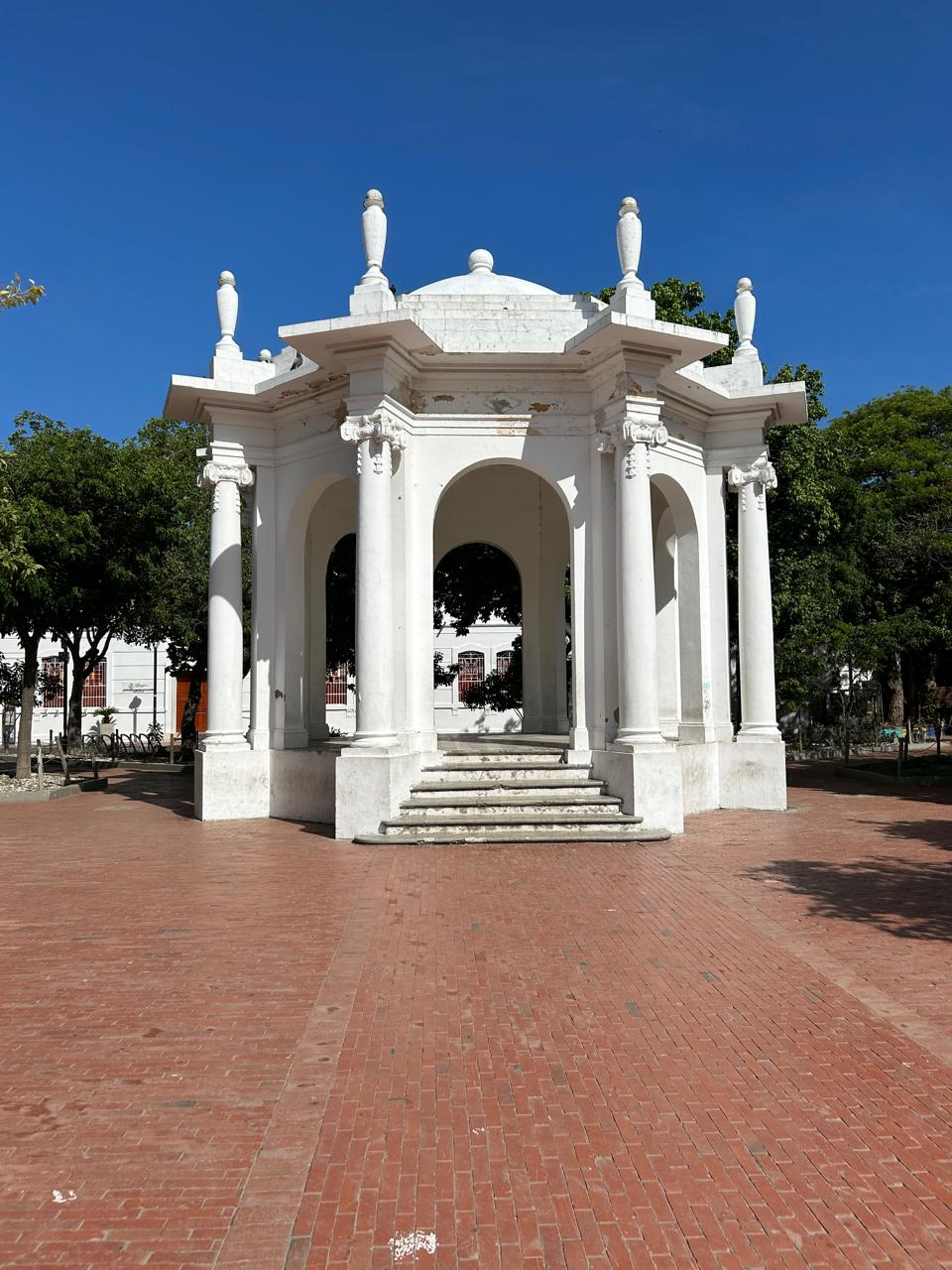
Templete
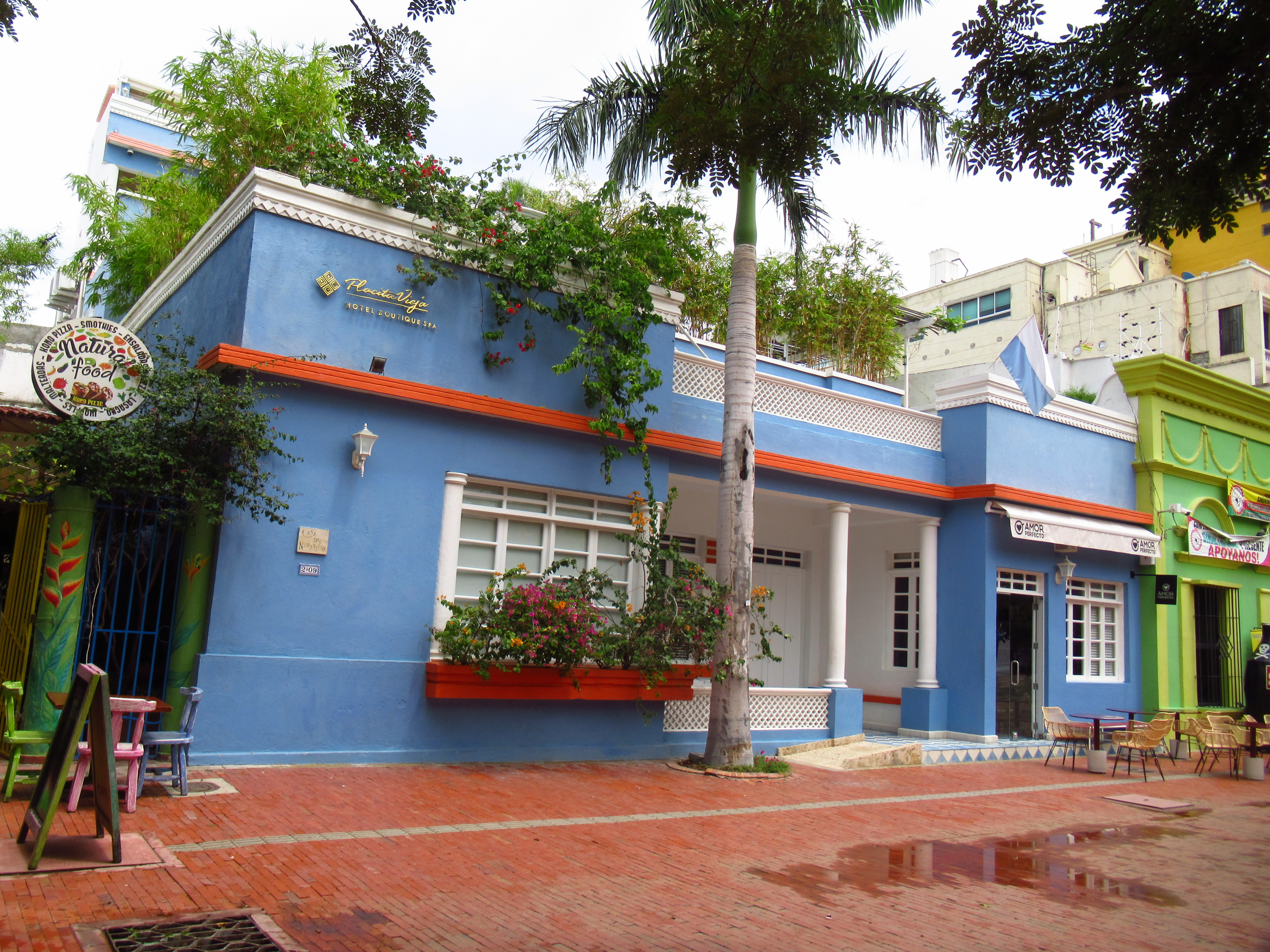
Casa en el costado noroccidental
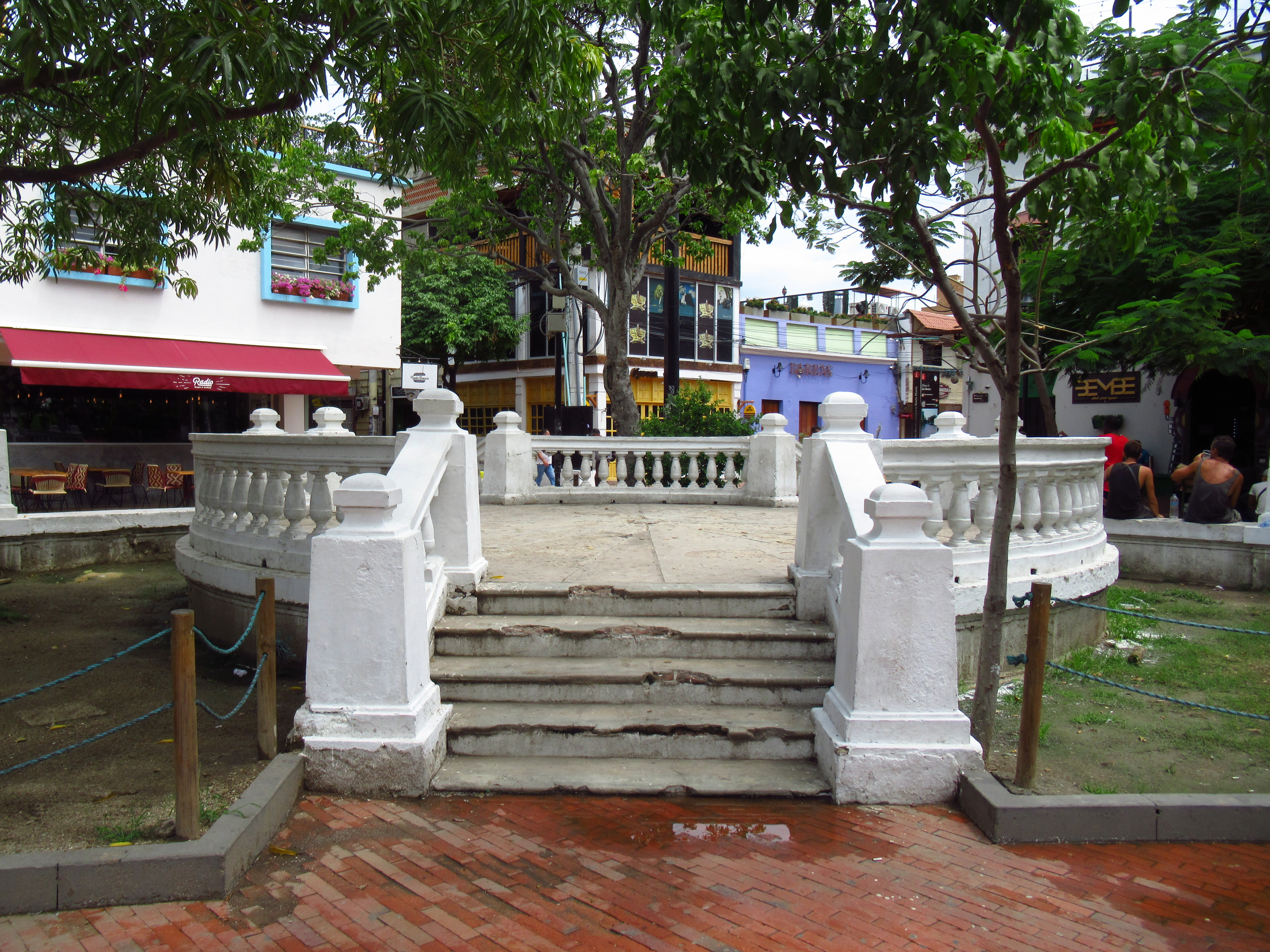
Rotonda en el costado nororiental
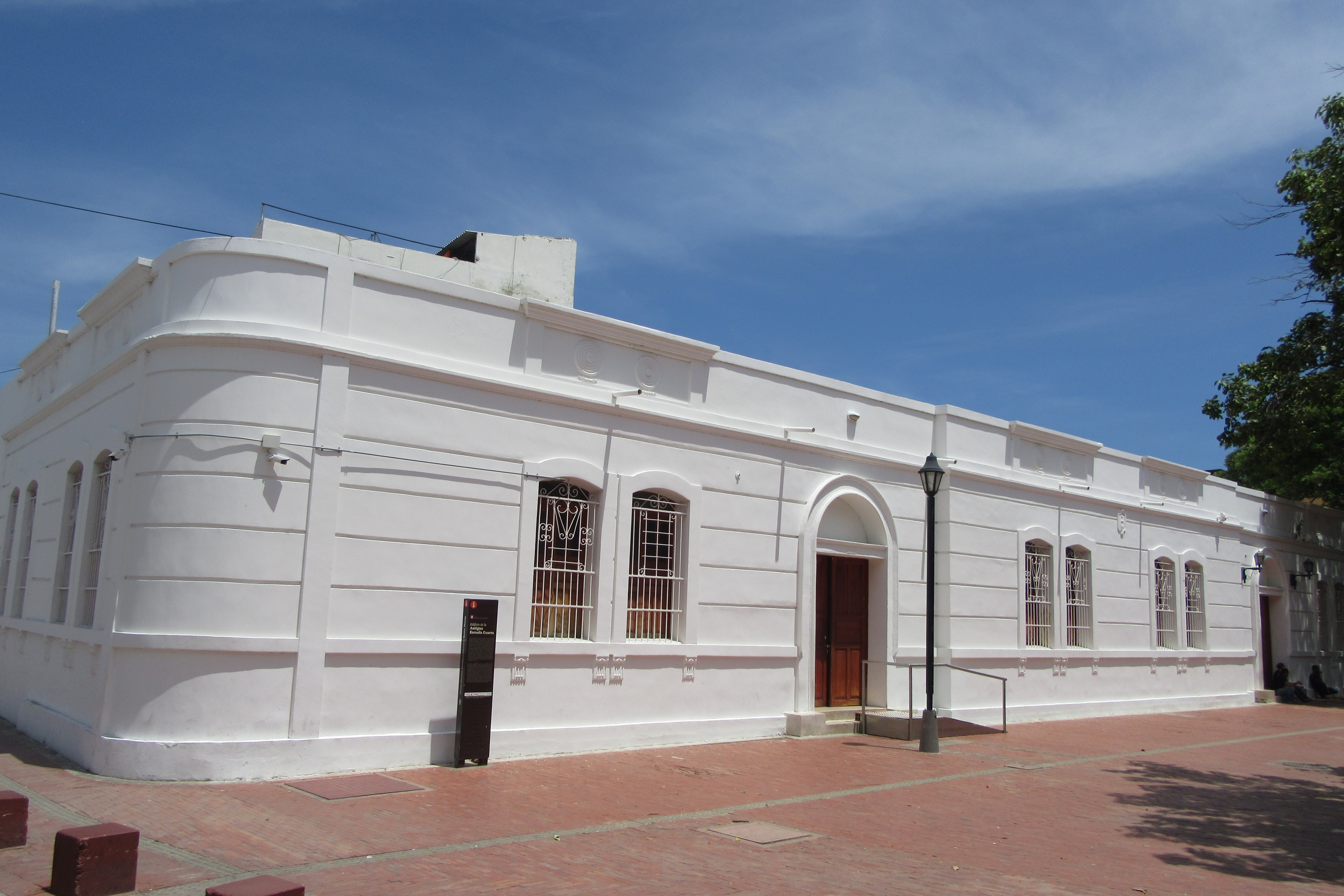
Antigua Escuela Cuarta, costado occidental
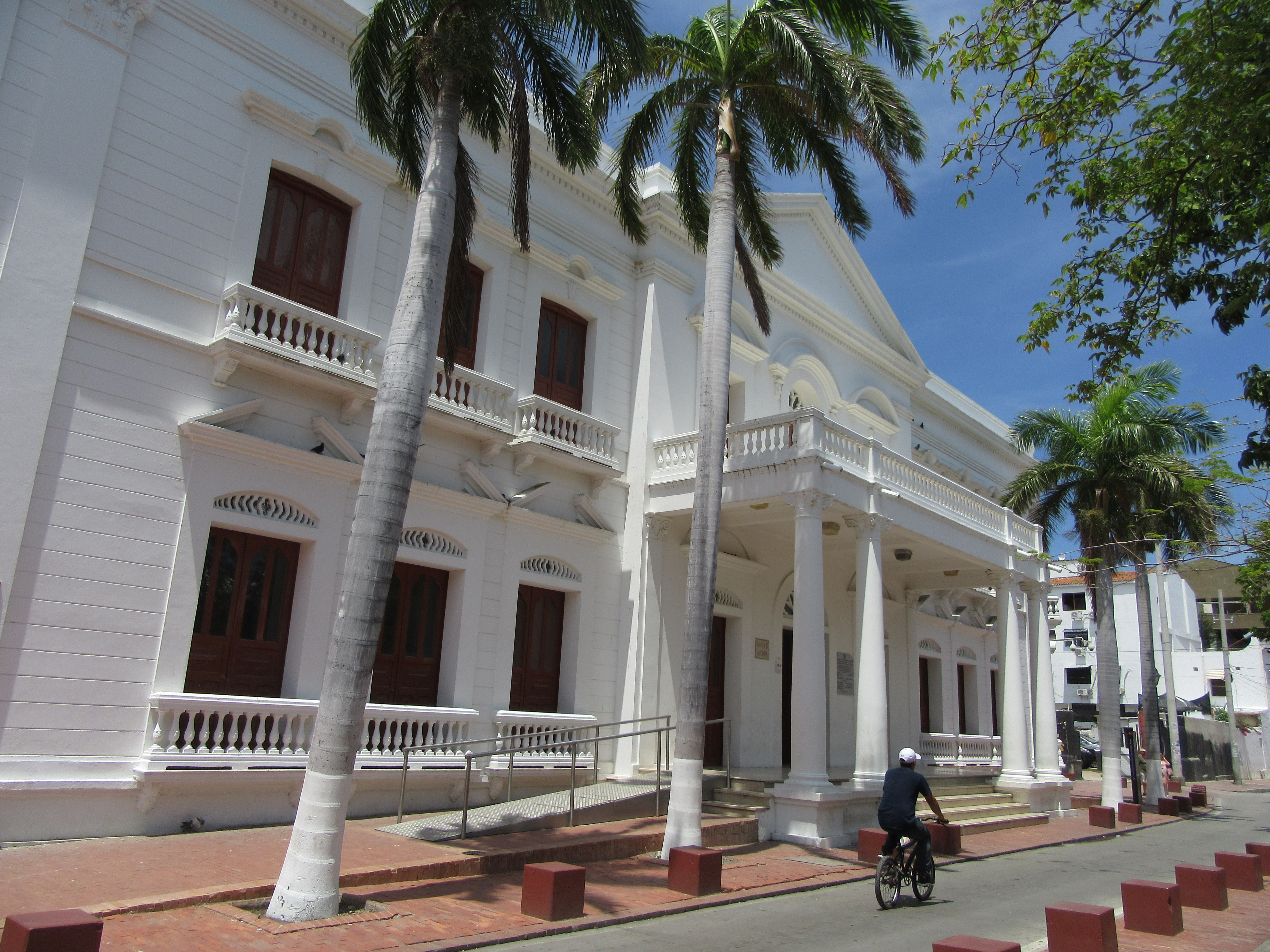
Palacio de Justicia, costado suroccidental